# Liu Zhang
Liu Zhang (? - 219) foi político, senhor de guerra e governador da província Yizhou de 194 até 214.  no final da dinastia Han Oriental.
Ele se tornou governador de Yizhou (益州), sucedendo a seu pai Liu Yan e governou a região até 214, quando ele se entregou à Liu Bei. Depois de sua entrega à Liu Bei, ele novamente se rendeu a Wu oriental e morreu pouco depois.
Teve um filho, Liu Xun. De acordo com contos populares, era um governante incapaz e insano. Liu Zhang morreu após investida e ataque do Wu na região em que governava.